# Кирни, Роб
Роб Кирни (англ. Robert Kearney, родился 26 марта 1986 года в Дублине) — ирландский регбист, выступающий на позиции замыкающего (или фуллбэка) за клуб «Ленстер» и сборную Ирландии. Известен по выступления за регбийную команду колледжа Клонгоуз Вуд и за команду по гэльскому футболу «Лаут» в чемпионате Ирландии.

## Биография

### Ранние годы
Роб Кирни родился в Дублине, детство провёл на полуострове Кули в графстве Лаут. Занимался с детства гэльским футболом, играя за команды «Нив Мюр» (ирл. Naomh Mhuire) и «Кули Кикхэмс» (англ. Cooley Kickhams), в возрасте 16 лет стал членом основного состава. В 2004 году выступал в финале чемпионата графства Лаут. Окончил колледж Клонгоуз Вуд в графстве Килдейр и Университетский колледж Дублина (2010 год, бакалавр искусств).

### Клубная карьера
Кирни начал заниматься также регби в Университетском колледже Дублина и выступал за его команду. В 2005 году команда не старше 20 лет выиграла Кубок Маккорри, победив команду Дублинского университета в финале. Он выступал также в составе академии «Ленстера» и за команду до 19 лет. В дебютном матче за клуб — предсезонной встречей против «Пармы» — он занёс три попытки, а официальный дебют пришёлся на матч Кельтской Лиги 2005 года против «Оспрейз» (поражение 20:22). В турнире он сыграл 32 встречи, занеся 8 попыток и забив трижды с пенальти (тогда штатный пенальтист Фелипе Контепоми был травмирован). Первый матч в Кубке Хейнекен — игра против «Бата» на стадионе RDS в том же сезоне (поражение 19:22). В 10 матчах Кубка Кирни занёс 10 попыток.
В 2009 году Роб выиграл свой первый еврокубковый трофей — Кубок Хейнекен. Из-за травмы он не сыграл во втором победном для своего клуба финале Кубка Хейнекен, зато команда защитила титул через год. 21 мая 2012 года Роб Кирни был признан лучшим игроком 2012 года по версии Регби Европы: в сезоне 2011/2012 он провёл все 9 матчей, занеся шесть попыток.
22 сентября 2020 года Кирни объявил о завершении игровой карьеры в составе «Ленстера» вместе с Фергюсом Макфадденом.

### Карьера в сборных

#### Ирландия
Роб Кирни выступал за школьную сборную, сборную до 19 лет и вторую сборную Ирландии, прежде чем получил вызов в главную сборную, оформив свой турнирный дебют на Кубке шести наций 2008 года. Впервые его позвали на учебно-тренировочные сборы для подготовки к осенним тест-матчам 2005 года. Он сыграл тогда за вторую сборную Ирландии летом на Кубке Черчилля и одержал победу с командой, а 2 июня 2006 года дебютировал в основной сборной во время турне по Аргентине. На Кубке шести наций 2008 года Роб занёс по одной попытке против Шотландии и Англии.
Через год в составе сборной он выиграл собственно Кубок шести наций, а также Тройную корону и Большой шлем. На том турнире Кирни запомнился тем, что в матче против Италии, прошедшем в Риме на «Стадио Фламинио» (победа Ирландии 38:9), по прошествии примерно 45 секунд встречи был снесён фуллбэком Андреа Мази, который схватил Роба за шею правой рукой. Судья наказал итальянца жёлтой карточкой за опасную игру, однако дисциплинарный комитет пригрозил итальянцу ещё и дисквалификацией на следующую игру против Шотландии, что в итоге и случилось.
На чемпионате мира по регби 2011 года Роб Кирни пропустил первый матч против США, но сыграл остальные три встречи, занеся попытку на 65-й минуте встречи против России. Не отметившись очками, он помог команде выйти в четвертьфинал, где Ирландия проиграла Уэльсу 10:22. На Кубке шести наций 2012 года Кирни провёл матч-открытие против Уэльса, по итогам турнира Ирландия заняла 3-е место.
В 2015 году Ирландия выступила на чемпионате мира в Англии, где Кирни сыграл три матча на групповом этапе, не встретившись только с Италией. Он отметился занесёнными попытками в играх против Канады (попытка на 73-й минуте), Румынии (попытка на 65-й минуте) и Франции (попытка на 50-й минуте). В четвертьфинале Ирландия проиграла Аргентине 20:43. В 2018 году впервые за 39 лет сборная Ирландии обыграла Австралию в гостях, во время летнего турне, и в составе той команды был также Кирни.

### Британские и ирландские львы
21 апреля 2009 года Кирни вошёл в заявку сборной Великобритании и Ирландии под названием «Британские и ирландские львы» на летнее турне по Южной Африке. Дебют за эту сборную состоялся в игре в Дурбане против ЮАР на стадионе ABSA (поражение 21:26). Во втором тест-матче в Претории на стадионе «Лофтус Версфельд» Роб Кирни снова вышел на матч в связи с травмой валлийца Ли Бёрна: он занёс попытку за «Львов», однако те проиграли 25:28. В третьем матче на «Эллис Парк» в Йоханнесбурге он снова сыграл и помог команде выиграть 28:9. 30 апреля 2013 года Кирни снова вошёл в заявку сборной.

### Стиль игры
Роб Кирни известен благодаря умению бороться в воздухе. Хорошо играет ногами и не стесняется пробивать более чем с 40 метров, иногда забивая дроп-голы.

## Личная жизнь
Роб — второй ребёнок в семье, у него есть старший брат Ричард, младший брат Дейв (также регбист клуба «Ленстер» и сборной Ирландии) и сестра Сара. С февраля 2015 года Роб — посол ювелирной компании Newbridge Silverware.